# Peromyscus grandis
Peromyscus grandis es una especie de roedor de la familia Cricetidae.

## Distribución geográfica
Se encuentra solo en Guatemala.